# Famous - Lisa Picard Is Famous
Famous - Lisa Picard Is Famous (Famous) è un film del 2000 diretto da Griffin Dunne con Laura Kirk e Nat DeWolf.

## Trama
Una documentarista decide di seguire la carriera di attrice di New York. Lisa Picard crede di essere sull'orlo del successo, invece la sua carriera non decolla. Il suo migliore amico Tate diventa un One-Men Show a Broadway e tra loro nasce un diverbio.

## Curiosità
Nel film appaiono nel ruolo di se stessi alcuni noti attori:
- Sandra Bullock
- Carrie Fisher
- Melissa Gilbert
- Spike Lee
- Buck Henry
- Mira Sorvino
- Penelope Ann Miller
- Charlie Sheen
- Fisher Stevens